# 秦沈高速公路
秦皇岛－沈阳高速公路，中国国家高速公路网编号为G0122，是 京哈高速的一条并行线，起点在河北秦皇岛，途经义县、黑山，终点在辽宁沈阳。目前辽宁段一期已开工。

## 河北段

### 北戴河新区至京秦高速段
秦沈高速公路北戴河新区至京秦高速段又称京秦高速公路北戴河新区支线，起自秦皇岛市昌黎县团林乡潮河村北与滨海快速路（ 228国道）交叉处，向西在康官营村北上跨 秦滨高速，在北戴河机场与昌黎县城之间经过后转向北，经十里铺乡西沿省道黄迁线西侧并行，向北于刘田各庄镇与柳河山谷景区之间经过，至卢龙县城东上跨 京哈高速，经陈官屯与印庄乡之间后于潘庄镇东上跨大秦铁路，向北至项目终点卢龙县潘庄镇新庄村北，与 京秦高速相接，路线长60.517km（建设里程61.297km），采用双向四车道高速公路标准建设，设计速度采用120km/h。

### 剩余路段
秦沈高速公路河北段二期仍在规划中。

## 辽宁段

### 冀辽界至松岭门段
秦沈高速公路建昌（冀辽界）至松岭门段经过葫芦岛市建昌县和朝阳市朝阳县，全长164.6公里，拟采用双向4车道高速公路标准建设，设计速度为100km/h。葫芦岛市建昌县境内长约106.769公里（新建段80.651公里，与 赤绥高速和 兴建高速共线段26.118公里），朝阳市朝阳县境内长约57.831公里。

### 松岭门至沈阳段
秦沈高速公路松岭门至沈阳段途经朝阳市（朝阳县）、锦州市（凌海市、义县、北镇市、黑山县）、沈阳市（新民市、于洪区），主线全长238.604公里，松岭门至丹阜高速段拟采用双向4车道标准建设，丹阜高速至沈阳都市圈环线高速段拟采用双向6车道标准建设，都市圈环线高速至沈阳绕城高速段拟采用双向4车道标准建设，设计速度为120km/h。